# Pauline Collins

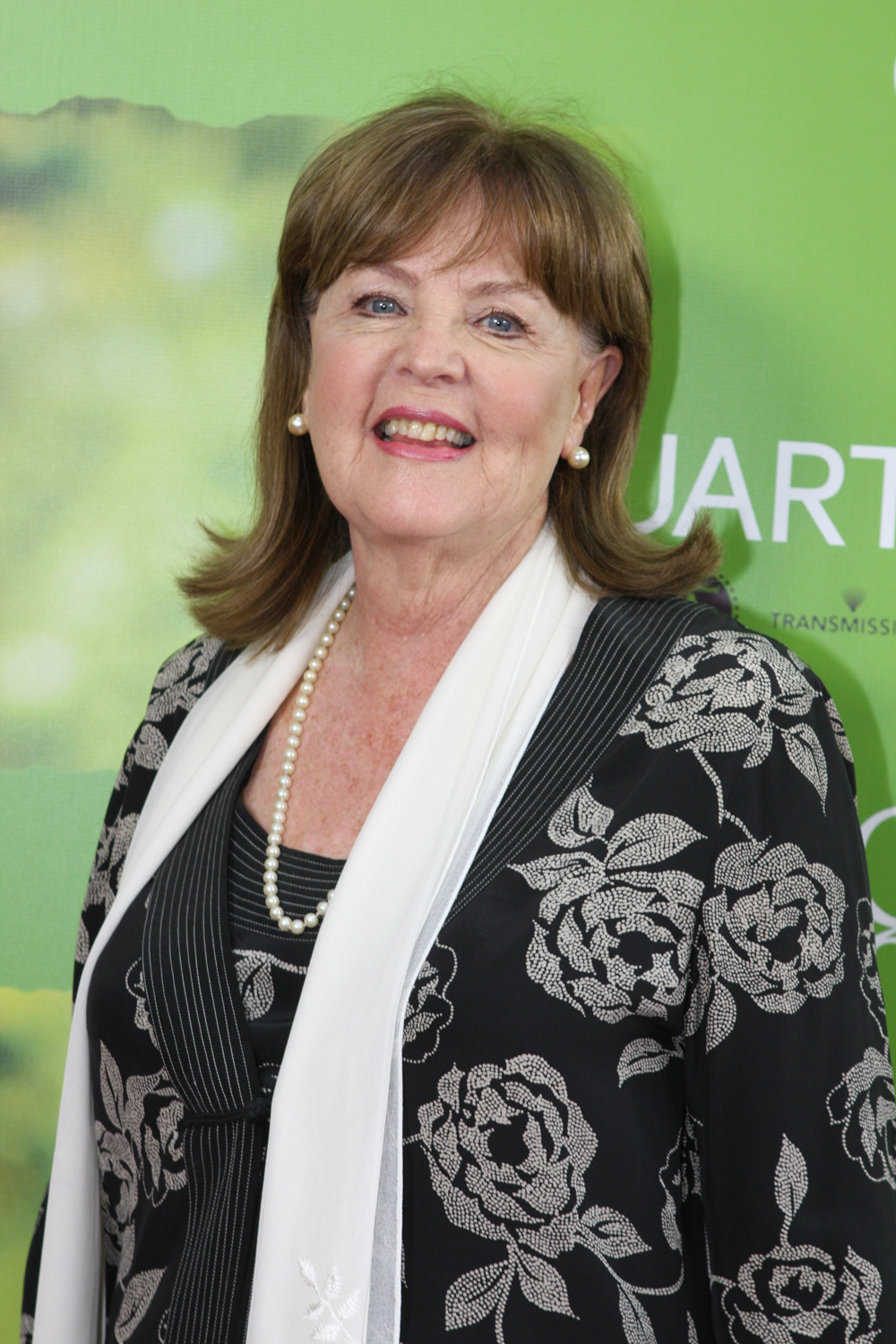
Pauline Collins (2012)

Pauline Collins (* 3. September 1940 in Exmouth, Devon, England) ist eine britische Theater- und Filmschauspielerin. 

## Leben
Die aus der Grafschaft Devon stammende Künstlerin erhielt ihre künstlerische Ausbildung zu Beginn der 1960er Jahre an Londons Central School of Speech and Drama und stand seit ihrem Bühneneinstand 1962 in Windsor in dem Stück A Gazelle in Park Lane auf der Bühne. Seit 1965 wirkte Pauline Collins auch an Londoner Theatern (Debüt in Passion Flower Hotel am Prince of Wales Theatre), einen persönlichen Triumph feierte sie als Sarah in dem Stück Upstairs Downstairs. Auch in der Fernsehserie gleichen Namens konnte man Pauline Collins Anfang der 1970er Jahre sehen. 
Für ihre Leistung als vom tristen Ehealltag frustrierte Hausfrau Shirley Valentine, die Heim, Herd und den lieblosen Gatten von einem Tag auf den anderen verlässt, um ihr Glück auf einer fern der Zivilisation gelegenen griechischen Insel zu suchen und es auch (in Form eines warmherzigen Einheimischen) zu finden, erhielt die Britin in dem gleichnamigen Emanzipationsstück (Shirley Valentine) eine Fülle von Theaterpreisen (Großbritanniens Laurence Olivier Award, New Yorks Tony Award, Drama Desk Award und Outer Critics Circle Award). Pauline Collins war weitgehend filmunerfahren – ihr Debüt gab sie mit der weiblichen Hauptrolle in dem hochspekulativen B-Filmchen Das Skandalgirl von Soho – als sie 1988 für die Verfilmung von Shirley Valentine (deutscher Titel: Shirley Valentine – Auf Wiedersehen, mein lieber Mann) unter der Regie des Bond-Film-Routiniers Lewis Gilbert verpflichtet wurde. Ihre dort gezeigte Leistung überzeugte auch Hollywood, und sie wurde 1990 für den Oscar in der Kategorie „Beste Hauptdarstellerin“ nominiert. Für diese Rolle der „Shirley Valentine“ wurde sie im gleichen Jahr auch mit dem Evening Standard British Film Award als beste Darstellerin ausgezeichnet, gewann den British Academy Film Award als beste Hauptdarstellerin und wurde für den Golden Globe als beste Hauptdarstellerin in einer Komödie oder Musical nominiert.
Die von ihrer äußeren Erscheinung unspektakulär und wenig glamourös wirkende Künstlerin unternahm auch weiterhin nur Gastspiele beim Film, die jedoch ihre beachtliche Vielseitigkeit belegten: So überzeugte Pauline Collins als die von den Japanern während des Zweiten Weltkriegs gefangengenommene Britin „Margaret Drummond“, die in dem harten Frauendrama Paradise Road die Lagerstrapazen nicht überlebt; als „Joan Bethel“, engagierte Chefärztin eines Armenkrankenhauses in Kalkutta, in dem pittoresken Indien-Drama Stadt der Freude und als titelgebende Mutter George Taboris, die als Jüdin in Michael Verhoevens Drama Mutters Courage der Verschleppung ins KZ Auschwitz mit Rückgrat, Format und einer ordentlichen Portion Glück (in Gestalt eines kultivierten SS-Offiziers) entgeht. 
Pauline Collins ist mit dem Schauspieler John Alderton (* 1940), ihrem Partner dreier Fernsehserien, verheiratet und hat drei Kinder.

## Filmografie (Auswahl)
- 1966: Das Skandalgirl von Soho (Secrets of a Windmill Girl)
- 1971–1973: Das Haus am Eaton Place (Fernsehserie, 13 Folgen)
- 1980, 1988: Die unglaublichen Geschichten von Roald Dahl (Tales of the Unexpected, Fernsehserie, 2 Folgen)
- 1989: Shirley Valentine – Auf Wiedersehen, mein lieber Mann (Shirley Valentine)
- 1992: Stadt der Freude (City of Joy)
- 1995: Mutters Courage
- 1997: Paradise Road
- 2002: Mrs Caldicot’s Cabbage War
- 2003: Blausäure (Sparkling Cyanide, Fernsehfilm)
- 2006: Doctor Who (Fernsehserie, Folge „Mit Zähnen und Klauen“)
- 2009: From Time to Time
- 2010: Ich sehe den Mann deiner Träume (You Will Meet a Tall Dark Stranger)
- 2010: Merlin – Die neuen Abenteuer (Merlin, Fernsehserie, Folge Love in the Time of Dragons)
- 2010: Agatha Christie’s Marple (Fernsehserie, 1 Folge)
- 2011: Albert Nobbs
- 2012: Quartett (Quartet)
- 2015: Dough
- 2017: The Time of Their Lives